# Square Marcel-Mouloudji
Le square Marcel-Mouloudji est un square du 19e arrondissement de Paris, dans le quartier de la Villette.

## Situation et accès
Le site est accessible par le 10, rue Pierre-Reverdy.
Il est desservi par la ligne 5 à la station Laumière.

## Origine du nom
Il porte le nom de Marcel Mouloudji, né le 16 septembre 1922 à Paris et décédé le 14 juin 1994 dans la même ville, qui fut un chanteur-compositeur et acteur français.

## Description
On y trouve une fontaine monumentale surmontée d’une sculpture de Davos Hanich.